# Kirsten Moore-Towers
Kirsten Moore-Towers (* 1. Juli 1992 in St. Catharines, Ontario) ist eine kanadische Eiskunstläuferin, die im Paarlauf startet. Sie nahm an den Olympischen Winterspielen 2014 und 2018 teil und gewann mehrere Medaillen bei den Vier-Kontinente-Meisterschaften.

## Karriere
Vom Frühjahr 2009 bis Ende April 2014 lief Moore-Towers an der Seite von Dylan Moscovitch. 2011 wurden sie kanadische Meister. Daraufhin bestritten sie in Moskau ihr Debüt bei Weltmeisterschaften und beendeten es auf dem achten Platz. 2013 gewannen Moore-Towers und Moscovitch Silber bei den Vier-Kontinente-Meisterschaften hinter ihren Landleuten Meagan Duhamel und Eric Radford. Bei der folgenden Weltmeisterschaft im kanadischen London erreichten sie mit Platz vier ihr bislang bestes Ergebnis bei Weltmeisterschaften.

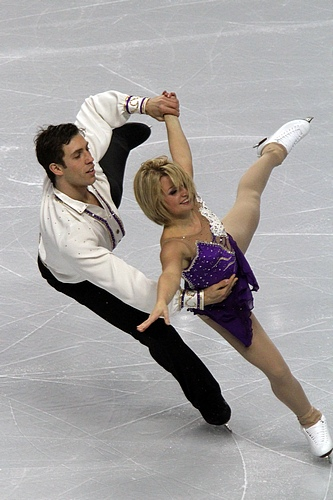
Moore-Towers und Moscovitch bei Skate America 2010

Seit Frühling 2014 läuft Moore-Towers zusammen mit Michael Marinaro. Im Jahr 2019 wurden sie erstmals kanadische Meister im Paarlauf. Bei den Vier-Kontinente-Meisterschaften 2019 gewannen sie die Silbermedaille hinter Sui Wenjing und Han Cong. In der Saison 2019/20 qualifizierten sich Moore-Towers und Marinaro durch zwei Silbermedaillen bei Wettbewerben der Grand-Prix-Serie für das Grand-Prix-Finale, in dem sie den fünften Platz erreichten.

## Ergebnisse

### Mit Dylan Moscovitch im Paarlauf
| Wettbewerb / Jahr               | 2010  | 2011  | 2012  | 2013  | 2014  |
| ------------------------------- | ----- | ----- | ----- | ----- | ----- |
| Olympische Spiele               |       |       |       |       | 5.    |
| Weltmeisterschaften             |       | 8.    |       | 4.    | 4.    |
| Vier-Kontinente-Meisterschaften | 9.    | 5.    |       | 2.    |       |
| Kanadische Meisterschaften      | 5.    | 1.    | 4.    | 2.    | 2.    |
| Grand-Prix-Wettbewerb / Saison  | 09/10 | 10/11 | 11/12 | 12/13 | 13/14 |
| Grand-Prix-Finale               |       | 6.    |       | 5.    | 6.    |
| Skate America                   |       | 2.    | 3.    |       | 2.    |
| Skate Canada                    | 6.    | 2.    |       |       |       |
| NHK Trophy                      |       |       |       | 2.    |       |
| Cup of China                    |       |       | 3.    | 4.    |       |
| Rostelecom Cup                  |       |       |       |       | 3.    |

### Mit Michael Marinaro im Paarlauf
| Meisterschaft / Jahr                                                  | 2015    | 2016    | 2017    | 2018    | 2019    | 2020    | 2021    |
| --------------------------------------------------------------------- | ------- | ------- | ------- | ------- | ------- | ------- | ------- |
| Olympische Spiele                                                     |         |         |         | 11.     |         |         |         |
| Weltmeisterschaften                                                   |         | 8.      |         | 6.      | 7.      | A       | 6.      |
| Vier-Kontinente-Meisterschaften                                       | 9.      |         | 7.      |         | 2.      | 3.      |         |
| Kanadische Meisterschaften                                            | 4.      | 4.      | 3.      | 3.      | 1.      | 1.      | A       |
| Wettbewerb / Saison                                                   | 2014/15 | 2015/16 | 2016/17 | 2017/18 | 2018/19 | 2019/20 | 2020/21 |
| GP Finale                                                             |         |         |         |         |         | 5.      |         |
| GP Skate Canada                                                       | 6.      | 3.      |         |         | 3.      | 2.      | A       |
| GP Internationaux de France                                           | 7.      |         |         |         |         |         |         |
| GP Rostelecom Cup                                                     |         | 7.      |         |         |         |         |         |
| GP NHK Trophy                                                         |         |         |         |         | 4.      | 2.      |         |
| GP Cup of China                                                       |         |         |         | 3.      |         |         |         |
| CS Nebelhorn Trophy                                                   |         |         |         |         |         | 1.      |         |
| GP = Grand Prix; CS = Challenger Series; A = Ausgefallener Wettbewerb |         |         |         |         |         |         |         |